# Tích chập Dirichlet
Trong toán học, tích chập Dirichlet, còn gọi là phép nhân Dirichlet, là một phép toán hai ngôi đóng giữa các hàm số học, tức những hàm số đi từ tập số nguyên dương đến tập số phức. Phép toán này được sử dụng trong lý thuyết số, bao gồm lý thuyết số đại số và lý thuyết số giải tích, cũng như những bài toán đếm tổ hợp.

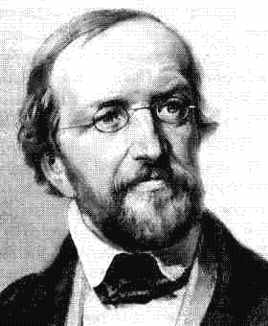
Nhà toán học Johann Peter Gustav Lejeune Dirichlet

Nhà toán học Dirichlet phát triển tích chập này năm 1837 để chứng minh định lý về cấp số cộng mang tên ông.

## Định nghĩa và ví dụ

### Ký hiệu
Trong bài viết này, ta sẽ sử dụng các ký hiệu sau:
- F là tập hợp các hàm số học, trong đó
- δ1 là hàm chỉ thị cho tập đơn vị {1}: δ1(1) = 1 và δn = 0 với mọi số nguyên dương n khác 1,
- 1 là hàm hằng có giá trị 1: 1(n) = 1,
- Id là hàm đồng nhất: Id(n) = n.

### Định nghĩa
Định nghĩa — Tích chập Dirichlet của hai hàm số học f và g là một hàm số học f ∗ g định nghĩa bởi:
{\displaystyle (f*g)(n)\ =\ \sum _{d\,\mid \,n}f(d)\,g\!\left({\frac {n}{d}}\right)\ =\ \sum _{ab\,=\,n}\!f(a)\,g(b)}
trong đó tổng chạy trên các ước nguyên dương d của n, hoặc chạy trên các cặp số nguyên dương (a, b) có tích bằng n.
Tích chập này xuất hiện trong quá trình nghiên cứu các chuỗi Dirichlet như hàm zeta Riemann. Nó miêu tả phép nhân hai chuỗi Dirichlet biểu diễn bằng các hệ số của chúng:
{\displaystyle \left(\sum _{n=1}^{\infty }{\frac {f(n)}{n^{s}}}\right)\left(\sum _{n=1}^{\infty }{\frac {g(n)}{n^{s}}}\right)=\left(\sum _{n=1}^{\infty }{\frac {(f*g)(n)}{n^{s}}}\right).}

### Ví dụ
- Mọi hàm số học f đều thỏa mãn đẳng thức δ1 ∗ f = f.
- Tích chập của hàm phi Euler với hàm hằng là hàm đồng nhất: φ ∗ 1 = Id. Điều này tương đương với đẳng thức {\displaystyle n=\sum _{d\,\mid \,n}\varphi (d).}

## Tính chất

### Cơ bản
Tích chập Dirichlet có các tính chất sau đây:
- Tính giao hoán

{\displaystyle f*g=g*f.}
- Tính kết hợp

{\displaystyle f*(g*h)=(f*g)*h}
- Tính phân phối với phép cộng

{\displaystyle f*(g+h)=f*g+f*h}
- Phần tử đơn vị là δ1

{\displaystyle f*\delta _{1}=\delta _{1}*f=f}

### Cấu trúc
Tập hợp F các hàm số học, cùng với phép cộng thông thường (tức (f + g)(n) = f(n) + g(n) với mọi n) và phép nhân Dirichlet, tạo thành một miền nguyên, hay vành Dirichlet. Điều này suy ra từ việc F cùng với phép cộng tạo thành một nhóm giao hoán, và phép toán tích chập ∗ có tính giao hoán, tính kết hợp, tính phân phối với phép cộng, đơn vị của phép nhân là hàm δ1, và nếu f, g ≠ 0 thì f ∗ g ≠ 0.
Phép toán D : F → F định nghĩa bởi (Df)(n) = f(n) logn (trong đó log là hàm lôgarít trong cơ số bất kỳ) là một đạo hàm trên vành này.

## Hàm nhân tính
Hàm nhân tính là những hàm số học f thỏa mãn f(1) = 1 và f(ab) = f(a) f(b) với mọi số nguyên dương a và b nguyên tố cùng nhau. Hàm nhân tính hoàn toàn là những hàm nhân tính f mà f(ab) = f(a) f(b) với mọi số nguyên dương a và b, bất kể có nguyên tố cùng nhau hay không.

### Nhóm hàm nhân tính
Mặc dù phép nhân Dirichlet có tính giao hoán, vành các hàm số học F không phải là một trường, bởi một nghịch đảo phép nhân không nhất thiết phải tồn tại. Cụ thể, một hàm số học f có nghịch đảo Dirichlet khi và chỉ khi f(1) ≠ 0. Các hàm số như thế tạo thành nhóm đơn vị của vành F.
Tích chập Dirichlet của hai hàm nhân tính thì là một hàm nhân tính, và mọi hàm nhân tính khác 0 đều có một nghịch đảo Dirichlet cũng nhân tính. Nói cách khác, các hàm nhân tính tạo thành một nhóm con của nhóm đơn vị các phần tử khả nghịch của vành Dirichlet. Cần chú ý rằng tổng của hai hàm nhân tính thì không nhất thiết nhân tính, do đó tập hợp các hàm nhân tính không tạo thành một vành con của vành Dirichlet.

### Hàm Möbius
Hàm hằng 1 cũng thuộc nhóm hàm nhân tính ở trên. Nghịch đảo Dirichlet của nó là hàm Möbius μ:
{\displaystyle \mathbf {1} *\mu =\delta _{1}.}
Nghịch đảo μ này của 1 đóng vai trò quan trọng trong tích chập Dirichlet. Nếu ta có hàm số học f và g thỏa mãn g = f ∗ 1 thì bằng tích chập với μ, ta có f = g ∗ μ. Việc biểu diễn f theo g này được gọi là công thức nghịch đảo Möbius.
Một ví dụ của công thức này là với hàm phi Euler. Theo ví dụ thứ hai ở trên, ta có đẳng thức Id = φ ∗ 1. Bằng công thức nghịch đảo, ta suy ra:
{\displaystyle \varphi ={\textrm {Id}}*\mu \quad {\text{hay}}\quad \varphi (n)=\sum _{d\,\mid \,n}\mu \left({\frac {n}{d}}\right)d.}

### Hàm nhân tính hoàn toàn
Tích chập Dirichlet của hai hàm nhân tính hoàn toàn là một hàm nhân tính, nhưng không nhất thiết nhân tính hoàn toàn. Ví dụ như tích chập 1 ∗ 1 chính là hàm đếm số ước σ0 và là một hàm số không nhân tính hoàn toàn: σ0(2) = 2 còn σ0(4) = 3.
Nếu f là một hàm nhân tính hoàn toàn thì:
- Nghịch đảo Dirichlet của nó là tích thông thường fμ,

{\displaystyle f^{-1}(n)=(f\mu )(n)=f(n)\mu (n).}
- Tích chập Dirichlet của f với chính nó bằng tích fσ0,

{\displaystyle (f*f)(n)=f(n)\sigma _{0}(n).}
- Với mọi hàm số học g và h, ta có tính chất phân phối f (g ∗ h) = (fg) ∗ (fh).

Tính chất đầu tiên trong ba tính chất này còn xác định một hàm nhân tính hoàn toàn, tức một hàm số học là nhân tính hoàn toàn khi và chỉ khi nó thỏa tính chất đầu tiên.

### Danh mục
- Davenport, Harold (1980). "Multiplicative Number Theory". Graduate Texts in Mathematics. New York, NY: Springer New York. doi:10.1007/978-1-4757-5927-3. ISBN 978-1-4757-5929-7. ISSN 0072-5285.
- Apostol, Tom M. (1976), Introduction to Analytic Number Theory, Undergraduate Texts in Mathematics, New York-Heidelberg: Springer-Verlag, ISBN 978-0-387-90163-3, MR 0434929, Zbl 0335.10001
- Chan, Heng Huat (2009). Analytic Number Theory for Undergraduates. Monographs in Number Theory. World Scientific Publishing Company. ISBN 981-4271-36-5.
- Hugh L. Montgomery; Robert C. Vaughan (2007). Multiplicative number theory I. Classical theory. Cambridge tracts in advanced mathematics. Quyển 97. Cambridge: Cambridge Univ. Press. tr. 38. ISBN 0-521-84903-9.
- Cohen, Eckford (1959). "A class of residue systems (mod r) and related arithmetical functions. I. A generalization of Möbius inversion". Pacific J. Math. Quyển 9 số 1. tr. 13–23. MR 0109806.
- Cohen, Eckford (1960). "Arithmetical functions associated with the unitary divisors of an integer". Mathematische Zeitschrift. Quyển 74. tr. 66–80. doi:10.1007/BF01180473. MR 0112861.
- Cohen, Eckford (1960). "The number of unitary divisors of an integer". American Mathematical Monthly. Quyển 67 số 9. tr. 879–880. MR 0122790.
- Cohen, Graeme L. (1990). "On an integers' infinitary divisors". Math. Comp. Quyển 54 số 189. tr. 395–411. doi:10.1090/S0025-5718-1990-0993927-5. MR 0993927.
- Cohen, Graeme L. (1993). "Arithmetic functions associated with infinitary divisors of an integer". Int. J. Math. Math. Sci. Quyển 16 số 2. tr. 373–383. doi:10.1155/S0161171293000456.{{Chú thích báo}}:  Quản lý CS1: DOI truy cập mở nhưng không được đánh ký hiệu (liên kết)
- Sandor, Jozsef; Berge, Antal (2003). "The Möbius function: generalizations and extensions". Adv. Stud. Contemp. Math. (Kyungshang). Quyển 6 số 2. tr. 77–128. MR 1962765.
- Finch, Steven (2004). "Unitarism and Infinitarism" (PDF). Bản gốc (PDF) lưu trữ ngày 22 tháng 2 năm 2015.